# Gelderlander (paard)
De gelderlander of het Gelders paard is een krachtig warmbloed paardenras dat werd gefokt in de Nederlandse provincie Gelderland. Het ras heeft een eigen fokrichting binnen het Koninklijk Warmbloed Paardenstamboek Nederland (KWPN).

## Eigenschappen
Paarden van het Gelderse ras kenmerken zich door een betrouwbaar, gehoorzaam en werkwillig karakter. De paarden hebben een aansprekend hoofd, een ruime stap, een hoge en ruime draf, een goede galop en een uitstekende gezondheid gepaard aan een lange levensduur. De kleur is vaak vos, maar ook bruin, zwart, schimmel en bont komen voor. Veelvoorkomend zijn witte aftekeningen aan hoofd en voeten. De stokmaat varieert van ongeveer 155 tot 163 centimeter.

## Geschiedenis
De gelderlander werd oorspronkelijk, net als het iets zwaardere Groninger paard, gefokt als werkpaard dat veelzijdig genoeg zou zijn om door de week als trekpaard zwaar werk te verrichten op de boerderij en in het weekend gebruikt te worden als stijlvol rij- en tuigpaard. Bij het vroegste ontstaan van het ras werd fokmateriaal gebruikt van onder andere andalusiërs, napolitaners, anglo-normandiërs, norfolkdravers en holsteiners. In de 19e eeuw werd fokmateriaal gebruikt van Oost-Friese paarden, hackneys en Engelse volbloeden. De verwantschap tussen beide Nederlandse warmbloedrassen blijkt uit het feit dat Groninger hengsten steeds voor honderd procent werden toegelaten als vader voor Gelderse veulens.
De populariteit als tuigpaard nam door de motorisering in de landbouw in het midden van de 20e eeuw af maar het paard werd daarna in landelijke rijverenigingen nog volop als rijpaard gebruikt. Door veredeling in de richting van rijpaardtypes voor de top van de paardensport kwamen vele nakomelingen van het Gelderse paard (vroegere stamboekaanduiding: Sgldt) terecht in het meer algemene 'sportpaarden' register van het 'NWP'. Het Gelders paard staat dus samen met het Groninger paard aan de basis van de fokkerij, die binnen het huidige KWPN-stamboek het zeer succesvolle Nederlands Warmbloedpaard heeft opgeleverd.
Het Gelderse paard ondervond van verschillende kanten steeds veel waardering, bijvoorbeeld als politiepaard en als koetspaard in de Koninklijke Stallen. Ook in het buitenland vielen zijn prestaties op, hetgeen zich uitte in de verkoop van Gelderse paarden naar het buitenland, waar zij bijvoorbeeld in de Verenigde Staten ook als springpaarden succesvol waren en deelnamen aan de Pan-Amerikaanse Spelen. Zowel als koetspaard voor professionele beoefenaars van de mensport als voor het recreatief mennen door vrijetijdskoetsiers ondervonden de goede tuigpaardeigenschappen van het ras in de afgelopen jaren een positieve herwaardering.

## Zeldzaam huisdierras
Het Gelders paard, of de Gelderlander, zoals het ras internationaal bekend is, is tegenwoordig een zeldzaam huisdierras. Hoewel het binnen het KWPN een eigen fokregister heeft, maken liefhebbers van dit oorspronkelijke Nederlandse paardenras zich zorgen over het voortbestaan ervan, omdat het stamboek de eis van minimaal vijfenzeventig procent Gelders bloed enkele jaren geleden heeft losgelaten. Gedurende enkele decennia daaraan voorafgaand was zelfs de aanduiding 'Gelders type' geheel losgelaten en vervangen door de aanduiding: sportpaard 'basistype'.
De bezorgde liefhebbers en fokkers van de authentieke Gelderse bloedlijnen hebben in 2005 een stichting opgericht, Gelderlander Paard Associatie (GPA), met als doel het behoud van het authentieke Gelderse ras. Zij wijzen op de uitstekende gezondheid, de lange levensduur en de betrouwbare inzetbereidheid die men aantreft bij nakomelingen van Gelderse merries en hengsten. De stichting wijst op de goede vererving van positieve eigenschappen met name voor de brede massa van recreatieruiters, naast het uitzonderlijk talent voor de sport, en wil de raszuiverheid behouden en de internationale naamsbekendheid van het ras in stand houden en vergroten. Over deze kwestie voeren ze gesprekken met beleidsmakers in de politiek en het bestuur van het KWPN-stamboek.

## Afbeeldingen

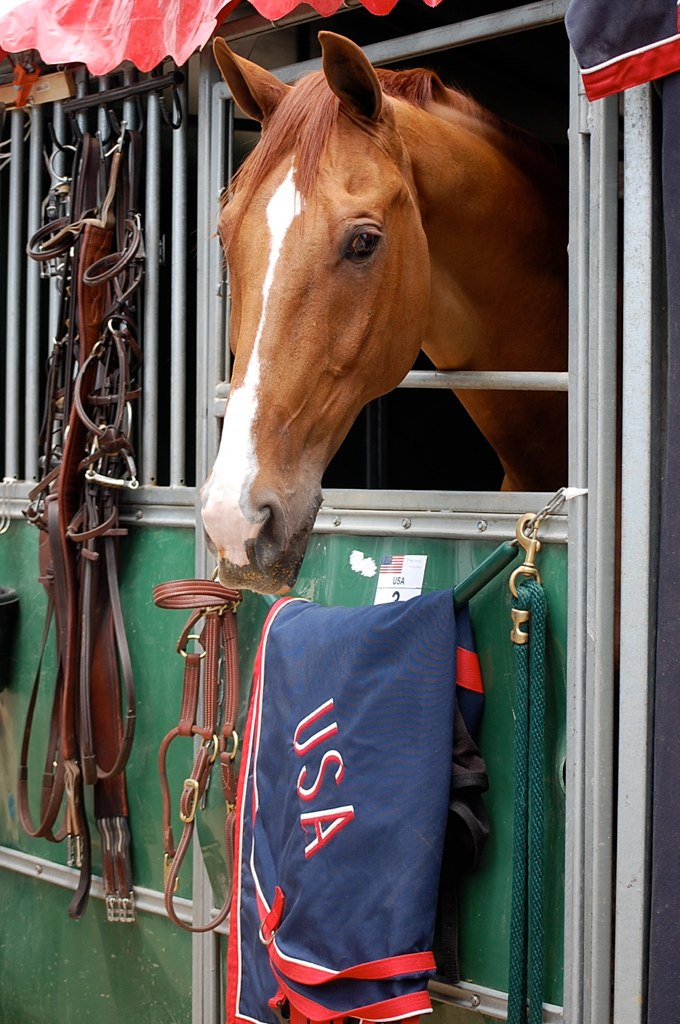
Voskleur
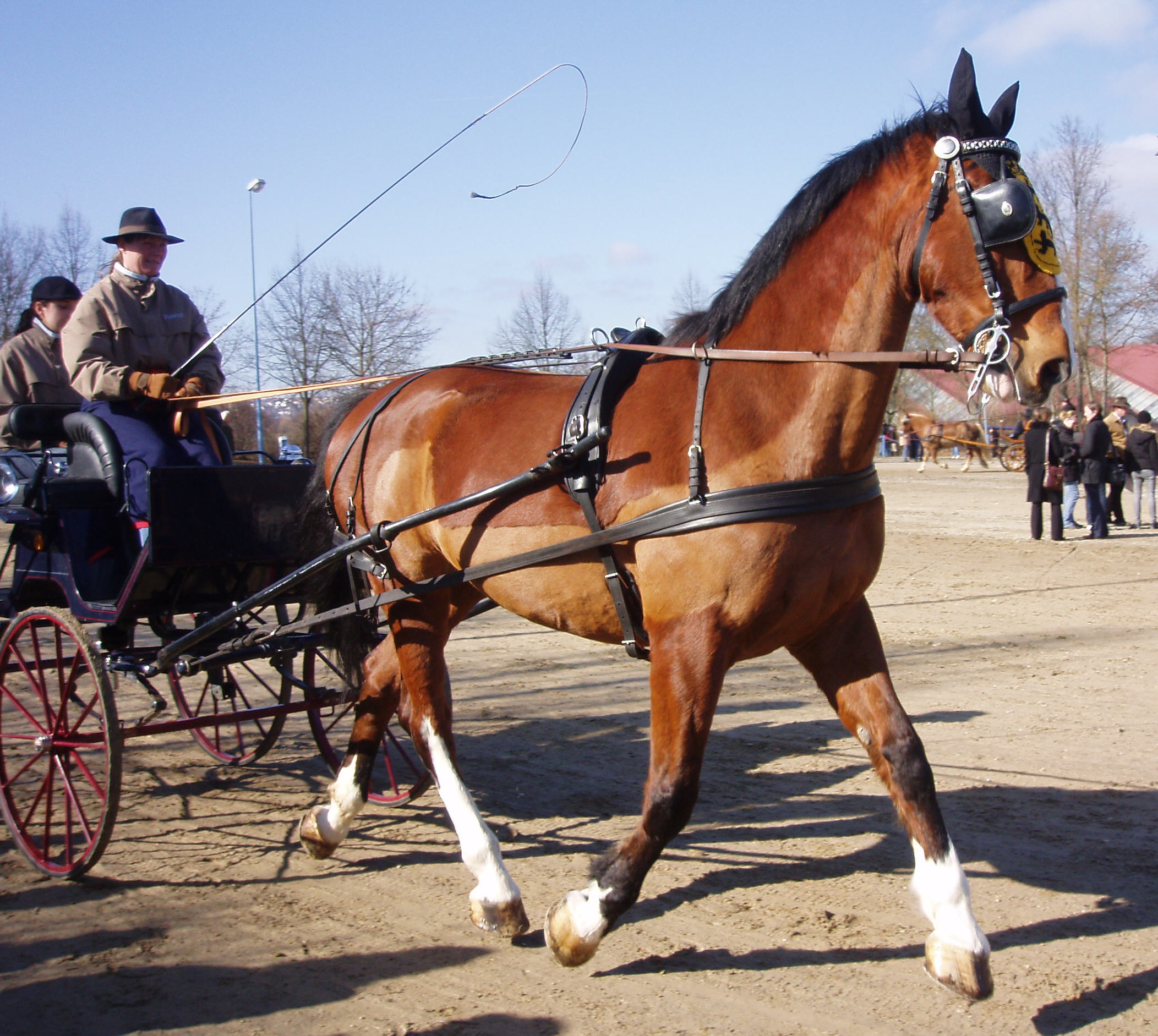
Gelders paard als enkelspan
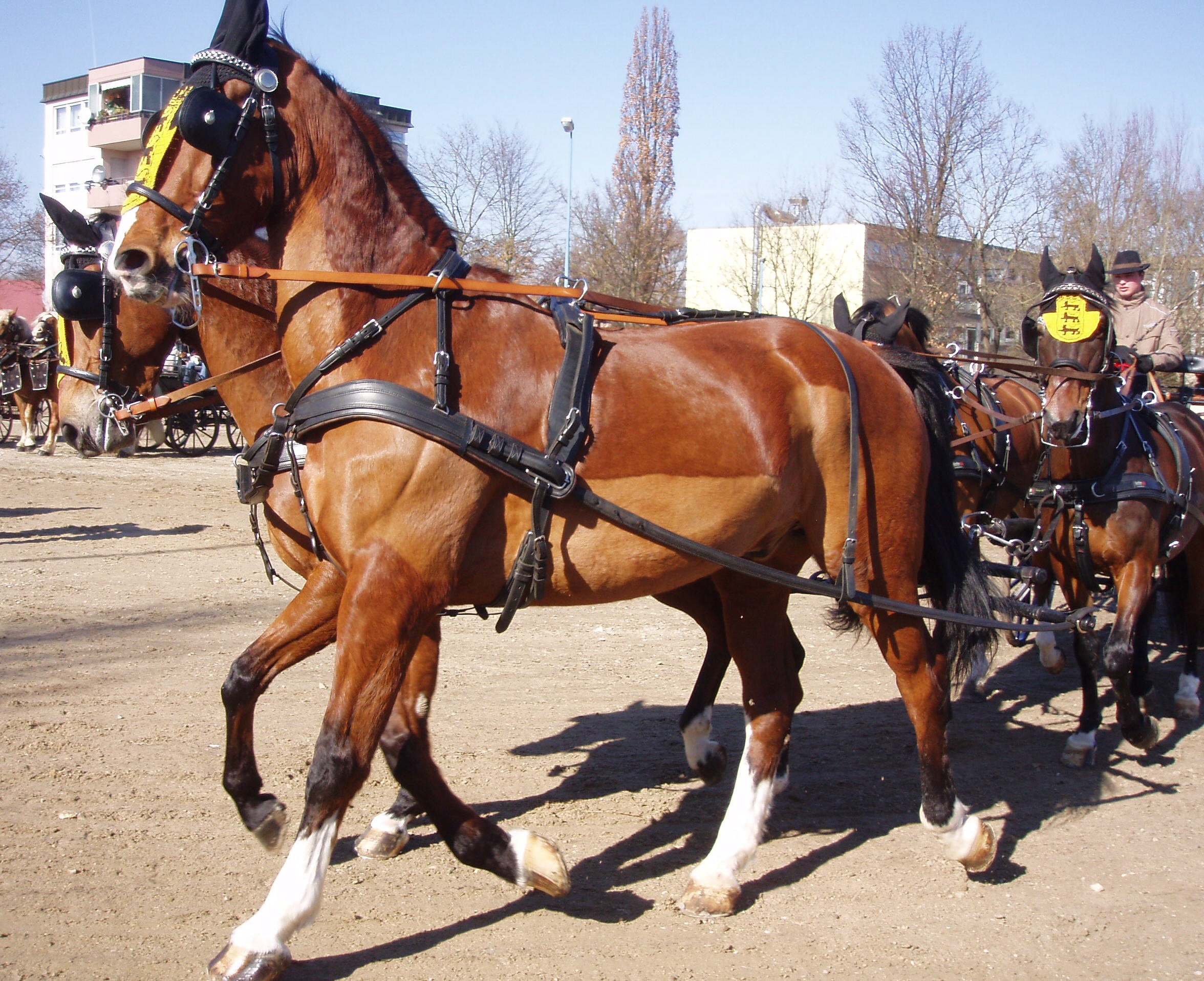
Linksvoor: Gelders paard